# William Adams (homme politique néo-zélandais)
Pour les articles homonymes, voir Adams et William Adams.
William Adams est un homme politique néo-zélandais, né le 21 mars 1811 et mort le 23 juillet 1884. Il est le 1er superintendant de la province de Marlborough (en) en 1860, puis député sans étiquette au Parlement de Nouvelle-Zélande de 1867 à 1868.

## Biographie et carrière
Adams naît en 1811 à Upton, au Herefordshire en Angleterre. Il émigre en Nouvelle-Zélande en 1850 et arrive à Nelson à bord de l'Eden. Il devient ensuite propriétaire d'un run (ferme) dans la vallée de la Wairau, dans le Nord de l'île du Sud.
En 1860, il est le superintendant de la toute nouvelle province de Marlborough, créée par scission de la province de Nelson (en).
Il représente la circonscription de Picton (en) au Parlement de Nouvelle-Zélande de 1867 jusqu'à sa démission en 1868.
Adams meurt le 23 juillet 1884,. Il repose à Langley Dale, sa propriété située sur la rive nord du Wairau. Il laisse derrière lui sa femme et ses quatre fils, dont l'homme politique Acton Adams (en).

## Crédits
- (en) Cet article est partiellement ou en totalité issu de l’article de Wikipédia en anglais intitulé « William Adams (New Zealand politician) » (voir la liste des auteurs).